# Vive la Canadienne
Vive la Canadienne est une chanson qui était utilisée comme hymne national par les Canadiens français avant que ceux-ci n'adoptent le Ô Canada comme hymne national.
Selon Ernest Gagnon, dans Chansons populaires du Canada (Québec 1865), cette vieille mélodie française est issue de Par derrièr' chez mon père. Marius Barbeau croit plutôt qu'elle dérive de Vole mon cœur vole qui diffère un peu de la précédente.
C'est la marche rapide du Royal 22e régiment de Québec.

## Paroles (version de laBonne Chanson)
Vive la Canadienne, vole mon cœur vole, vole, vole

Vive la Canadienne et ses jolis yeux doux

Et ses jolis yeux doux doux doux, et ses jolis yeux doux (bis)

Vive la Canadienne et ses jolis yeux doux

Elle est vraiment chrétienne, vole mon cœur vole, vole, vole

Elle est vraiment chrétienne, trésor de son époux

Trésor de son époux pou pou, trésor de son époux palipatouti !

Elle est vraiment chrétienne, trésor de son époux

Elle rayonne et brille vole mon cœur vole, vole, vole

Elle rayonne et brille, avec ou sans bijoux

Avec ou sans bijoux jou jou, avec ou sans bijou mouah !

Elle rayonne et brille avec ou sans bijoux

C'est à qui la marie, vole mon cœur vole, vole, vole

C'est à qui la marie, les garçons en sont fous

Les garçons en sont fous fou fou, les garçons en sont fous (bis)

C'est à qui la marie, les garçons en sont fous

Que d'enfants elle donne, vole mon cœur vole, vole, vole

Que d'enfants elle donne, à son joyeux époux

À son joyeux époux pou pou, à son joyeux époux mouah !

Que d'enfants elle donne à son joyeux époux

Jusqu'à l'heure dernière, vole mon cœur vole, vole, vole

Jusqu'à l'heure dernière, sa vie est toute à nous

Sa vie est toute à nous nou nou, sa vie est toute à nous (bis)

Jusqu'à l'heure dernière sa vie est toute à nous.